# Fontanile di Tradate
Il Fontanile di Tradate (Rabaù in lombardo occidentale) è un torrente della Lombardia e del Parco della Pineta di Appiano Gentile e Tradate, originariamente affluente del Bozzente e separato da esso durante il XVIII secolo per evitare fenomeni alluvionali.

## Geografia
Nasce presso la Cascina Lovaneda e la località Monello nel comune di Binago alla quota di circa 425 metri s.l.m. Attraversa poi la Valle di Castenuovo per poi entrare nei comuni di Tradate e Venegono Inferiore dove raccoglie le acque di altre valli minori, come quelle del torrente San Giorgio. Superato l'abitato di Tradate in località Allodola, entra in un tratto pianeggiante a quota inferiore ai 300 metri s.l.m., passando nei comuni di Locate Varesino, Carbonate, Gorla Maggiore e Gorla Minore, scorrendo nei boschi delle Cerrine e del Rugareto. Le sue acque si spagliano in località Sciaccona a Gorla Minore, dove recentemente è stata costruita una vasca di laminazione.